# Список святых, канонизированных папой римским Пием XII
Список святых, канонизированных римским папой Пием XII во время его понтификата с 1939 по 1958 год. За 19 лет папа канонизировал 34 святых.